# Jaborosa cabrerae
Jaborosa cabrerae är en potatisväxtart som beskrevs av G. Barboza. Jaborosa cabrerae ingår i släktet Jaborosa och familjen potatisväxter. Inga underarter finns listade i Catalogue of Life.